# František Josef Vlček
František Josef Vlček (anglicky Frank Vlchek, 4. ledna 1871 Budyně – 10. června 1947 Cleveland), byl česko-americký průmyslník, publicista a prozaik, původní profesí kovář. Roku 1889 emigroval do USA a stal se úspěšným podnikatelem.

## Život
Narodil se v Budyni č. 8 (tehdejší okres Vodňany, dnes okres Strakonice) poblíž Bavorova v rodině sedláka Jana Vlčka a jeho manželky Anny, rozené Chládkové ze Starých Kestřan jako jedno z osmi dětí. Ve zdrojích je uváděn den jeho narození 4. leden, ale v matrice narozených je uvedeno datum 5. ledna. Vyučil se kovářem v místní kovářské dílně a poté odešel do rakouského Štýrska, kde se naučil jemné práci s kovem. Roku 1889 emigroval do USA, když následoval své dvě sestry a usadil se v Clevelandu, kde byla velká česká komunita. Konkrétně žil v části Shaker Heights. V roce 1893 se oženil s Marií, rozenou Bierhanzl (1873–1931). Měli tři děti, syny Henryho F. a Valeriana Franka (1898–1944) a dceru Mary, provdanou Koster (1896–1985).

## Podnikatel

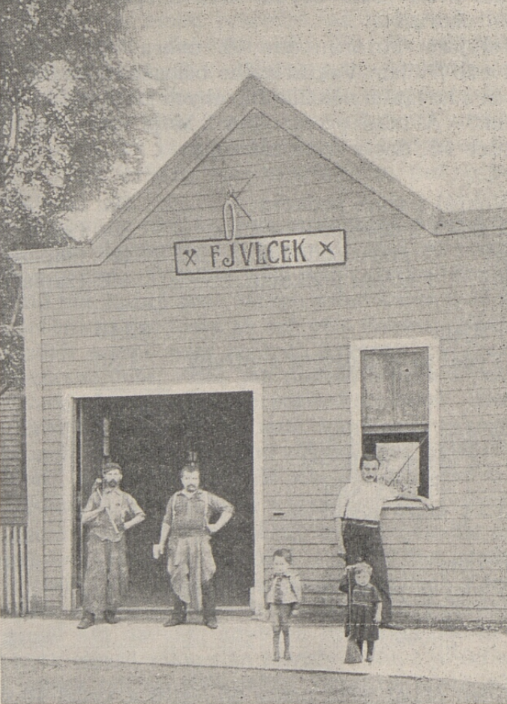
Kovárna F. J. Vlcek na Central Avenue v Clevelandu roku 1895 (zleva. tovaryši Bílý a Šutner, Vlček se svými dětmi)

V roce 1895 si v Clevelandu otevřel vlastní kovárnu, v roce 1909 založil továrnu The Vlchek Tool Co. se šesti zaměstnanci, která byla v prvním roce své existence těžce poškozena požárem. S pomocí sponzorů vybudoval Vlček novou společnost, jejímž hlavním akcionářem se stal on sám. Zprvu vyráběl a brousil nástroje pro kameníky a zedníky, později pak vyráběl nářadí pro automobily a zemědělské stroje. Továrna na nářadí a nástroje těžila z rychle se rozvíjejícího automobilového průmyslu a Vlček se stal jedním z jeho hlavních dodavatelů. Jeho sada klíčů a nářadí s označením Vlchek Tools byla nezbytnou výbavou téměř všech automobilů vyráběných v USA ve 20. a 30. letech dvacátého století. V dalších letech Vlček omezil výrobu speciálního nářadí a přešel jako jeden z prvních na výrobu plastových vstřikovaných dílů pro automobilový průmysl.
František Vlček zemřel 10. června 1947 ve věku 76 let. Byl pohřben na Calvary cemetery, stejně jako jeho manželka, syn Valerian a dcera Mary Koster. Je to největší katolický hřbitov v Clevelandu a jeden z největších v Ohiu.

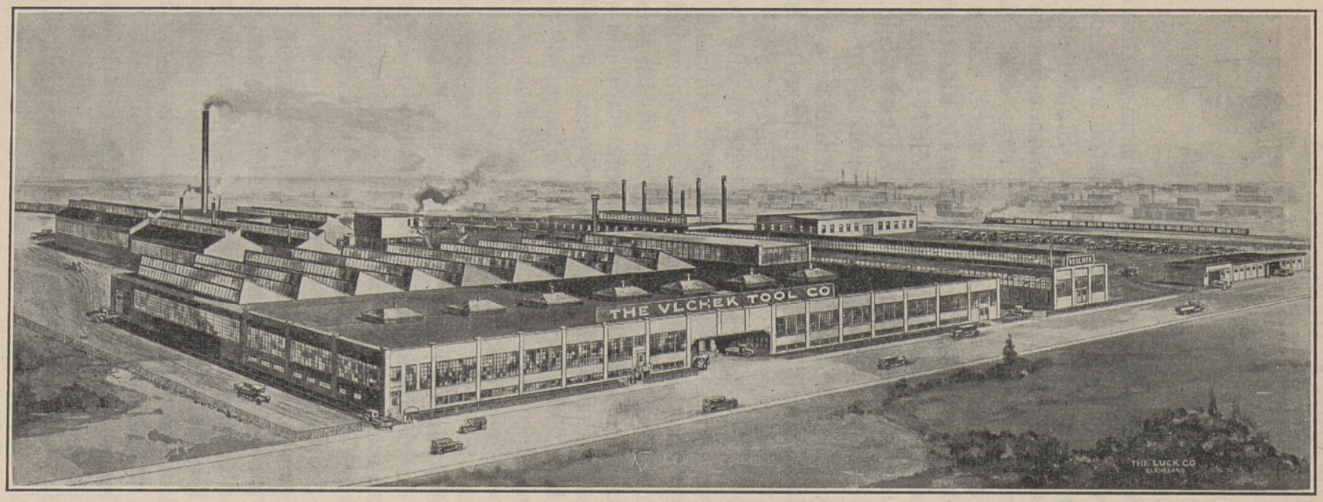
Zvětšená tovární budova Vlchek Tool Co. na Central Avenue roku 1920

Po Vlčkově smrti se jeho továrna spojila s průmyslovými společnostmi skupiny Pendleton. V roce 1958 Vlčkovu společnost Vlchek Tool Company koupila společnost Pendleton Tool Industries Co. V roce 1964 se Pendleton sám spojil s průmyslovým konglomerátem Ingersoll-Rand; v roce 1969 společnost Ingersoll uzavřela Vlčkův závod na East 87th Street v Clevelandu. Vlchek Tool Company byla poté 30. června 1969 koupena společností Flambeau Products a výroba v ní byla ukončena.

## Ostatní aktivity
Kromě své podnikatelské činnosti byl František Vlček aktivní i v jiných oblastech. Za první světové války podporoval myšlenku o vytvoření samostatného československého státu, byl prvním Čechem v Americe, který v roce 1916 věnoval 1 000 dolarů na osvobození staré vlasti. Podporoval české spolky v USA i v rodné zemi. Od roku 1917 byl členem výboru pro technickou poradní službu ve Washingtonu. V letech 1920–1922 spolupracoval s československým velvyslanectvím ve Washingtonu D.C., zejména se sociálním atašé Antonínem Sumem. Byl členem Rotary Clubu v Clevelandu a pomáhal při zakládání Rotary Clubu v roce 1924 v Čechách.

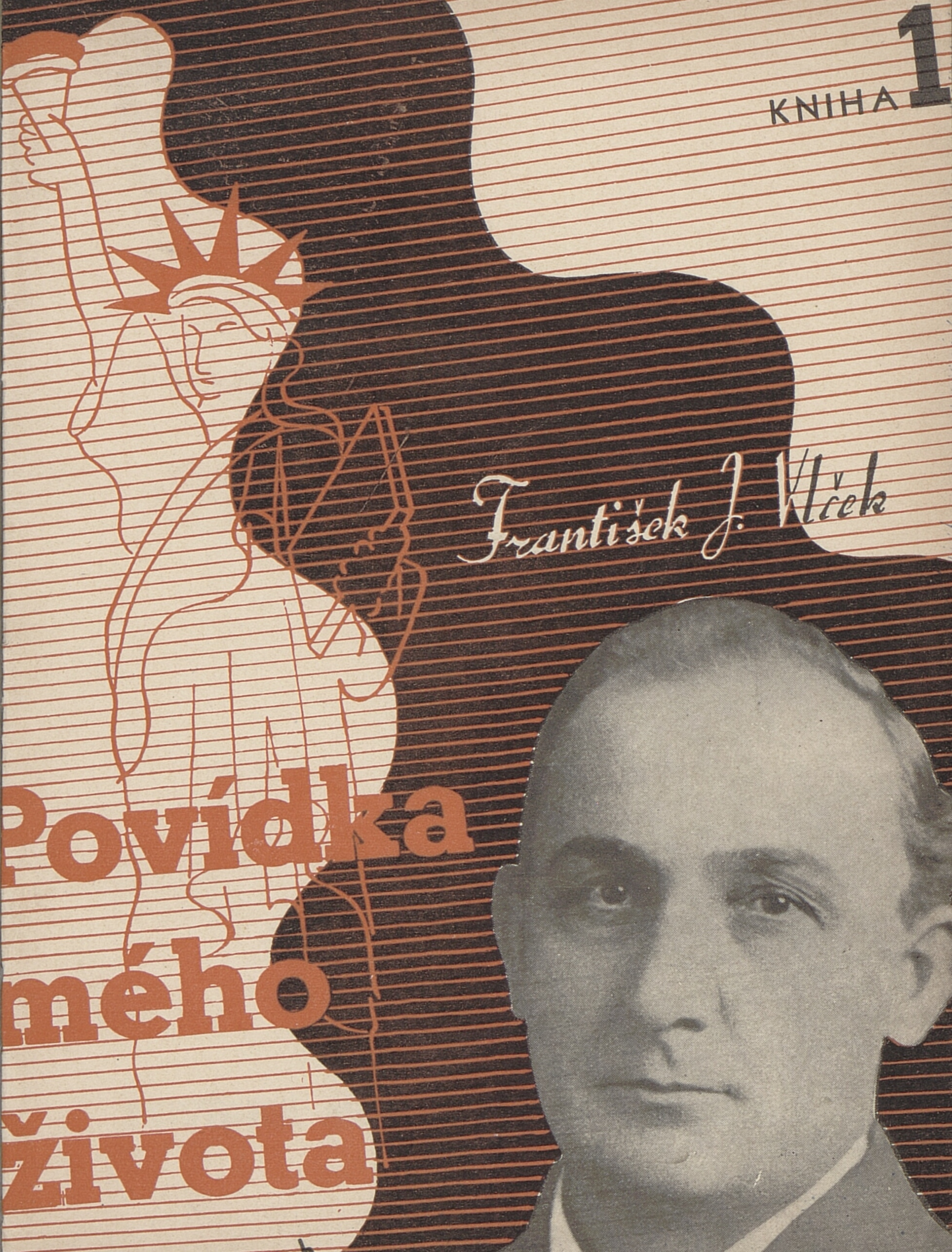
F. J. Vlček: Povídka mého života

Stal se spisovatelem – napsal několik děl v češtině, která věnoval nejen životu v nové vlasti, ale také sociálním tématům. Publikovat většinou v Československu, ale přispíval i do českých a čechoamerických novin a časopisů pod pseudonymy Brouček, Ferina, K. Rada apod. Režíroval i hrál ve hře Pramáti aneb Poslední rodu Borotínů. V roce 1937 ho československá vláda vyznamenala za jeho kulturní přínos pro českou komunitu v Clevelandu.
V roce 2017 byla na jeho rodném domě v Budyni odhalena pamětní deska.

## Dílo
- 1929 Povídka mého života, 2. vyd. Praha: Družstevní práce, 365 s. Kniha vyšla i v angličtině: Frank Vlchek: The story of my life [13] [14]
- 1933 Práce a odplata, vyd. Praha: 66. Distrikt Rotary International, 1933. 128 s. [15]
- 1935 Náš lid v Americe, Sebrané články a verše. Týn nad Vltavou: Ondřej Junek, 360 s.
- 1935 básně: Český vystěhovalec. Ilustrace Jiří Votýpka. Týn nad Vltavou: Ondřej Junek, 109 s. Kniha popisuje život přistěhovalců do USA v druhé polovině 19. století
- 1936 Sebrané americké povídky, jen v Informačním centru Vodňany
- 1938 Za lepším životem: povídka, vyd. Týn nad Vltavou: Ondřej Junek [16]
- 1946 Z domova i ciziny: povídky, Ilustrace Jaroslav Vojna, vyd. 2. Týn nad Vltavou: Ondřej Junek